# Corviale

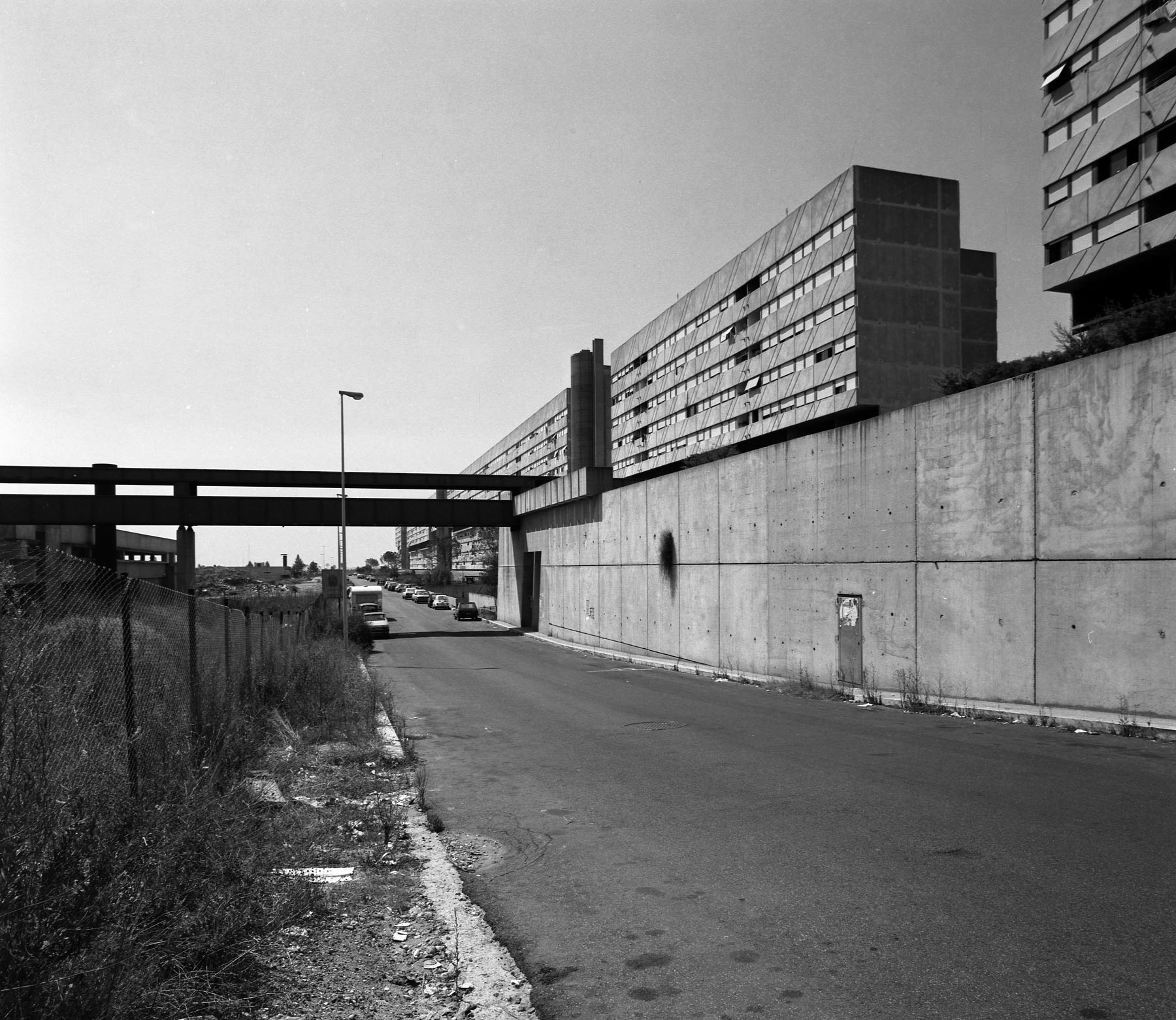
Corviale (Bild: 1988)

Corviale, eigentlich Nuovo Corviale, ist ein zehngeschossiger Wohnkomplex am Stadtrand von Rom und gilt als eines der längsten Hochhäuser Europas.

## Baugeschichte
Der Corviale wurde 1975–1982 nach Plänen des Architekten Mario Fiorentino im Südwesten Roms, im Stadtteil XV Arvalia Portuense an der Via Portuense errichtet. Grundsteinlegung war am 12. Mai 1975. Die ersten Wohnungen wurden im Oktober 1982 vergeben. Bauherr war die Wohnungsbaugesellschaft ATER (Azienda Territoriale per l’Edilizia Residenziale). Der Wohnkomplex – insgesamt 958 Meter lang – besteht aus zwei leicht versetzten, jeweils etwa 480 Meter langen Wohnblöcken und besitzt 21 Eingänge. In seinen zehn Geschossen leben ca. 8000 Menschen.

### Baukonzept
Für seine Erbauung waren städtebauliche Leitbilder des Congrès International d’Architecture Moderne (CIAM) ausschlaggebend, die einerseits auf die Vermeidung enger und schlecht durchlüfteter Stadtlandschaften, andererseits auf die Verhinderung einer Landschaftszersiedelung zielten. Mit der Zusammenfassung einer größeren Anzahl von Wohneinheiten in einem Komplex im Grünen sollte die Alternative eines dritten Weges aufgezeigt werden. Corviale steht für dieses Siedlungsschema. Es ist jedoch ein sehr spätes Beispiel, das zu einem Zeitpunkt entstand, als erste nach den Prinzipien des CIAM entstandene Anlagen als unzumutbar eingestuft und bereits wieder abgerissen wurden (legendär beispielsweise der Abriss des Stadtteils Pruitt-Igoe, St. Louis 1972).

### Funktion und Nutzung
Nach der Grundsteinlegung vergingen sieben Jahre, bis die Wohnblöcke fertiggestellt waren. Erst um 1980, als zahlreiche Römer, die bislang im Zentrum gewohnt hatten, ihre Mieten nicht mehr bezahlen konnten, stieg die Nachfrage an.
Zur Erschließung einer Infrastruktur war vorgesehen, das vierte Stockwerk ausschließlich Ladenlokalen vorzubehalten. Doch blieben die dafür vorgesehenen Räume leer, bis sie schließlich von 64 Familien okkupiert wurden. Auch ein Franziskanerkonvent, der in dem sozialen Brennpunkt tätig ist, siedelte sich hier an. Statt der Ladenlokale entstanden den Wohnblöcken vorgelagert zwei große Supermärkte.

## Beurteilung
Die Architektur Fiorentinos ist durch eine zeittypische Stahlbetonbänderung geprägt. Schmale Rücksprünge an den Treppenhausbereichen und insbesondere eine Abstufung der vier bzw. fünf oberen Geschosse sollen die Monotonie des Baukörpers reduzieren, tragen jedoch zu einer ungewollten Steigerung der Monumentalität bei.
Entsprechend kritisch ist Corviale nach seiner Fertigstellung beurteilt worden. Die Bezeichnung Riesenschlange für den fast einen Kilometer langen optischen Betonwall war noch eine der freundlichsten Benennungen. Die meisten Römer nannten den Komplex einfach Il serpentone (Die große Schlange). Allerdings dürfte die häufig kolportierte Überlieferung, dass sich Fiorentino nach der Fertigstellung das Leben genommen habe, dem Bereich der Legende angehören.
Corviale hat keine Nachfolge in der Wohnarchitektur des 20. Jahrhunderts gefunden, doch ist der Komplex architekturgeschichtlich bedeutend als die innerhalb Europas wohl konsequenteste Umsetzung der Beschlüsse der CIAM aus den 1950er und 60er Jahren.
Seit 2004 wird eine kontroverse Debatte um den sanierungsbedürftigen Bau geführt. Kritiker verlangen, den Komplex „wie die Berliner Mauer“ abzureißen. Hingegen betonen Architekturverständige den zeitgeschichtlichen wie baukünstlerischen Wert des Komplexes. Einigkeit herrscht nur darin, dass die Umgestaltung sowohl baulicher als auch sozialer Natur sein muss. So äußerte sich der römische Architekt und Hochschullehrer Giorgio Muratore:

„Über Corviale haben alle spekuliert. Es ist zu einem Gemeinplatz in der journalistischen und politischen Ausdrucksweise geworden. Meiner Meinung nach wird die Riesenschlange nicht abgerissen, weil sie ein Denkmal Roms ist, sondern es muss ein komplexer Entwurf erstellt werden, um ein System auszugleichen, das ein Sammelbecken für soziale Probleme darstellt.“

## Filme
- Il Palazzo. Deutschland, Österreich, Italien 2006. 45 Minuten, Regie: Katharina Copony.[3] Der Film erhielt bei der 30. Duisburger Filmwoche den ARTE-Dokumentarfilmpreis.

- Corviale, Il Serpentone. Österreich, Italien 2001. 34 Minuten, Regie: Heidrun Holzfeind.[4]